# Desmond Morris
Desmond John Morris (Purton, 24 de enero de 1928) es un zoólogo, etólogo y pintor británico. 
Nació en la campiña inglesa, y con 14 años perdió a su padre. Estuvo casado con la historiadora Ramona Baulch, coautora de varios de sus libros y madre de su hijo.
En 1960 se lo conoció como presentador de un programa de la cadena independiente de televisión ITV, llamado Zoo Time. Sus estudios se centran en la conducta animal y, por ende, en la conducta humana, explicados desde un punto de vista estrictamente zoológico, lo que quiere decir que no incluye explicaciones sociológicas, psicológicas y arqueológicas para sus argumentos. Ha escrito varios libros y producido numerosos programas de televisión. Su aproximación a los seres humanos desde un punto de vista plenamente zoológico ha creado controversia desde sus primeras publicaciones.
Su libro más conocido, The Naked Ape (El mono desnudo), publicado en 1967, es una realista y objetiva mirada a la especie humana. El contrato animal (1991) es un valiente alegato ecológico que exige a la especie humana respetar su compromiso con la naturaleza. El zoo humano, continuación de El mono desnudo, examina el comportamiento humano en las ciudades, también desde un punto de vista etológico.
En sus obras El hombre desnudo y La mujer desnuda realiza un recorrido por todos los adornos, modificaciones y significados simbólicos que ha tenido cada parte del cuerpo a lo largo de la historia en diferentes culturas. 
Además de sus logros científicos, es un artista que ha contribuido significativamente a la tradición surrealista británica. Realizó su primera exposición individual en 1948, y ha continuado exponiendo regularmente desde entonces.
En 1951, después de haber obtenido el grado de honor en zoología en la Universidad de Birmingham, comenzó a investigar para su doctorado en comportamiento animal en Oxford.
En 1954 obtuvo el grado de doctor (PhD) en la Universidad de Oxford.

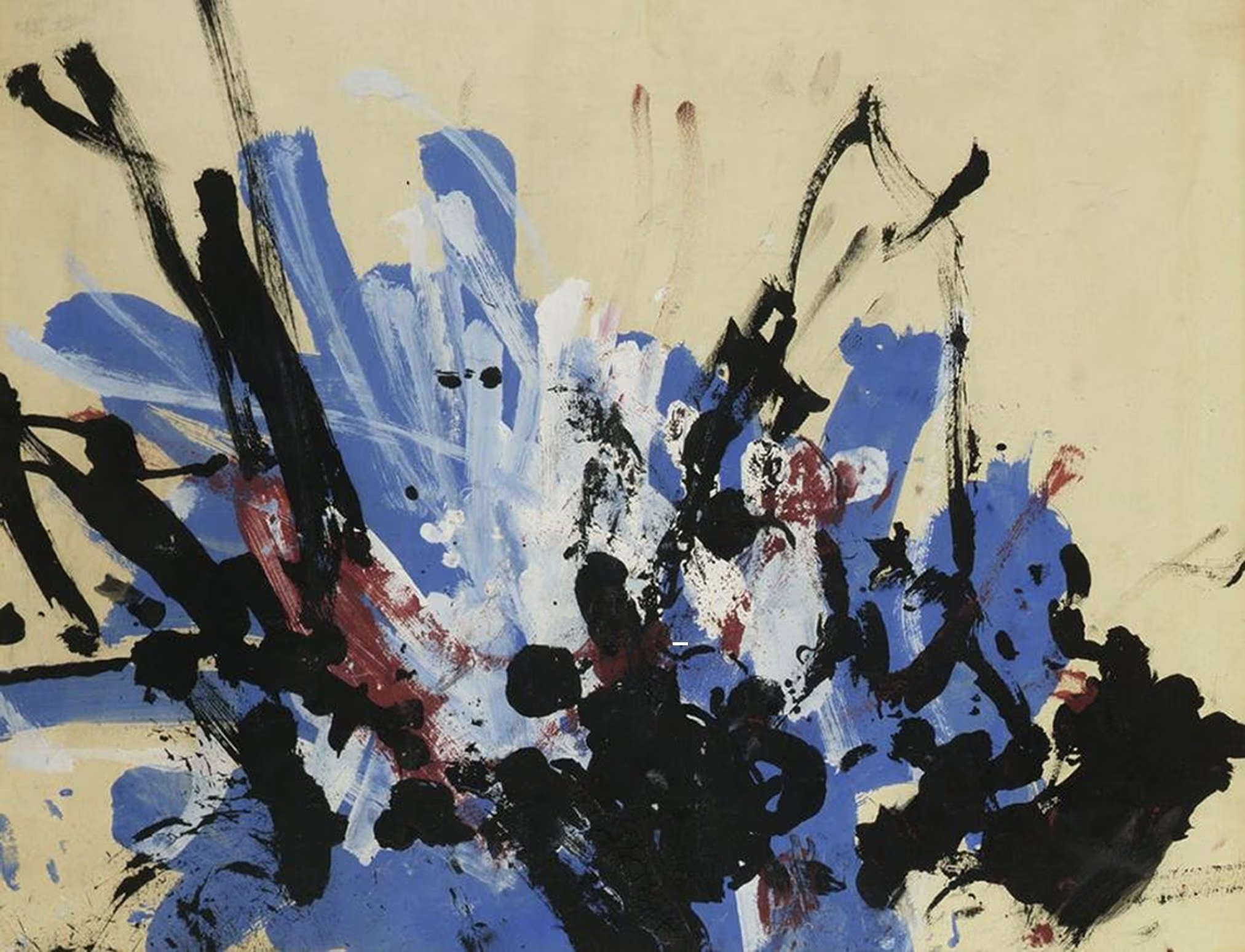
Pintura realizada por Congo, el chimpancé

En 1957 fue comisario de una exposición de pinturas y dibujos realizados por chimpancés en el Instituto de Artes Contemporáneas de Londres, que incluyó pinturas realizadas por un chimpancé joven, llamado Congo. Pablo Picasso aparece registrado como comprador de una de las obras de Congo y defendió públicamente tanto a Morris como a Congo de aquellos que sugirieron que el trabajo realizado por los chimpancés no era arte.

## Obras en castellano
- 1967: El mono desnudo; Barcelona: DeBolsillo, edición 2003; ISBN 84-9759-860-1.
- 1969: El zoo humano. Traducción de Adolfo Martín; Barcelona: Plaza & Janés, 1972. ISBN 84-01-00850-6.
- 1975: Comportamiento íntimo. Barcelona: Plaza & Janés. ISBN 84-01-44103-X.
- 1977: El hombre al desnudo. Traducción de Fernando Díaz-Plaja; Barcelona: Círculo de Lectores. ISBN 84-226-1171-6.
- 1982: El deporte rey. Barcelona: Argos Vergara, 1982. ISBN 84-7178-390-8.
- 1984: Días con animales. Barcelona: Plaza & Janés. ISBN 84-01-34078-0.
- 1985: El libro de las edades. Barcelona: Grijalbo. ISBN 84-253-1734-7.
- 1985: El cuerpo al desnudo. Barcelona: Folio. ISBN 84-7583-109-5.
- 1988: Observe a su gato. Barcelona: Plaza & Janés. ISBN 84-01-45131-0.
- 1991: El contrato animal. Buenos Aires: Emecé. ISBN 950-04-1049-4.
- 1991: El arte de observar el comportamiento animal. Barcelona: Plaza & Janés. ISBN 84-87853-01-3.
- 1993: Tradiciones de Navidad. Buenos Aires: Emecé. ISBN 950-04-1341-8.
- 1993: El mundo de los animales. Traductora Anne-Hélène Suárez. Madrid: Siruela. ISBN 84-7844-454-8.
- 1994: Observe a su perro. Barcelona: Plaza & Janés. ISBN 84-01-45133-7.
- 1994: El caballo. Barcelona: Plaza & Janés. ISBN 84-01-45110-8.
- 1996: Cómo es su bebé. Buenos Aires: Emecé. ISBN 950-04-1644-1.
- 2000: Masculino y femenino: Claves de la sexualidad. Barcelona: Plaza & Janés. ISBN 84-8450-333-X.
- 2001: Guardianes del cuerpo: Amuletos y objetos protectores. Barcelona: Plaza & Janés. ISBN 84-01-37706-4.
- 2002: El animal humano: Una visión personal de los seres humanos. Traductora Matuca Fernández de Villavicencio. ISBN 84-9759-139-9.
- 2002: Razas de perros: Una exhaustiva guía con más de 1000 razas diferentes. Barcelona: Omega. ISBN 84-282-1305-4.
- 2005: La mujer desnuda: Un estudio del cuerpo femenino. Traducción Miguel Hernández Sola y Virginia Villalón. Barcelona: Planeta. ISBN 84-08-05726-X.
- 2006: La naturaleza de la felicidad. Barcelona: Planeta. ISBN 84-84-08-06052-X.
- 2017: La biología del arte. Madrid: Editorial Fíbulas. ISBN I9788461795772. (Reedición)